# Montemor-o-Novo
Montemor-o-Novo es un municipio de Portugal con una superficie de 1.233 km² y una población de 15 804 habitantes (2021).
El municipio se compone de siete freguesias, y se encuentra en el distrito de Évora y en la comunidad intermunicipal del Alentejo Central.
El alcalde a fecha de 2006 es Carlos Manuel Pinto Sá, elegido por la Coalición Democrática Unitaria.

## Demografía
| Gráfica de evolución demográfica de Montemor-o-Novo entre 1864 y 2021 |
|                                                                       |
| Datos según el nomenclátor publicado por el INE portugués.            |

## Freguesias
Las freguesias de Montemor-o-Novo son las siguientes:
- Cabrela
- Ciborro
- Cortiçadas de Lavre e Lavre
- Foros de Vale de Figueira
- Nossa Senhora da Vila, Nossa Senhora do Bispo e Silveiras
- Santiago do Escoural
- São Cristóvão

## Festividades
La fiesta local es el 8 de marzo, día de San Juan de Dios, santo del siglo XVI nacido en la localidad que pasaría a España con 10 años y realizaría su obra asistencial en Granada.